# Coupe d'Europe des clubs champions de basket-ball 1976-1977
Navigation
Édition précédente Édition suivante
La Coupe d'Europe des clubs champions de basket-ball 1976-1977 est la 20e édition de la Coupe d'Europe des clubs champions de basket-ball masculine, compétition qui rassemble les meilleurs clubs de basket-ball du continent européen,.

## Format de compétition
- 23 équipes (uniquement les champions des ligues nationales européennes), évoluent selon un système de tournoi, en six groupes de trois ou quatre équipes. Le classement final est basé sur les victoires et les défaites. En cas d'égalité entre deux équipes ou plus après la phase de groupes, les critères suivants sont utilisés pour déterminer le classement final : 1) nombre de victoires en confrontation directe entre les équipes ; 2) différence de points entre les équipes ; 3) différence de points au sein du groupe.
- Les six premiers de cette phase de groupe s'affrontent dans une deuxième phase de groupe, suivant les mêmes règles.
- Les deux premiers s'affrontent en finale, en une manche sèche, sur terrain neutre.

## 1rephase de groupe
La première phase se déroule du 14 octobre au 25 novembre 1976.

### Groupe A
| Rang | Équipe              | Pts | J | G | P | Pp  | Pc  | Diff |  | Résultats (dom.\ext.) |        |       |        |       |
| ---- | ------------------- | --- | - | - | - | --- | --- | ---- |  | --------------------- | ------ | ----- | ------ | ----- |
| 1    | Mobilgirgi Varese   | 11  | 6 | 5 | 1 | 539 | 458 | 81   |  | Mobilgirgi Varese     |        | 96-80 | 109-77 | 96-64 |
| 2    | TuS 04 Leverkusen   | 10  | 6 | 4 | 2 | 558 | 489 | 69   |  | TuS 04 Leverkusen     | 103-86 |       | 109-78 | 94-76 |
| 3    | Eczacıbaşı Istanbul | 9   | 6 | 3 | 3 | 484 | 528 | -44  |  | Eczacıbaşı Istanbul   | 72-84  | 87-92 |        | 72-50 |
| 4    | T71 Dudelange       | 6   | 6 | 0 | 6 | 402 | 508 | -106 |  | T71 Dudelange         | 62-68  | 61-85 | 89-93  |       |

### Groupe B
| Rang | Équipe                  | Pts | J | G | P | Pp  | Pc  | Diff |  | Résultats (dom.\ext.)   |        |        |        |         |
| ---- | ----------------------- | --- | - | - | - | --- | --- | ---- |  | ----------------------- | ------ | ------ | ------ | ------- |
| 1    | Real Madrid             | 12  | 6 | 6 | 0 | 763 | 499 | 264  |  | Real Madrid             |        | 112-79 | 146-94 | 134-79  |
| 2    | Sutton & Crystal Palace | 9   | 6 | 3 | 3 | 568 | 596 | -28  |  | Sutton & Crystal Palace | 75-121 |        | 112-98 | 95-92   |
| 3    | SP Federale Lugano      | 9   | 6 | 3 | 3 | 639 | 652 | -13  |  | SP Federale Lugano      | 92-112 | 97-92  |        | 147-104 |
| 4    | Sporting Portugal       | 6   | 6 | 0 | 6 | 517 | 740 | -223 |  | Sporting Portugal       | 80-138 | 76-115 | 86-111 |         |

### Groupe C
| Rang | Équipe          | Pts | J | G | P | Pp  | Pc  | Diff |  | Résultats (dom.\ext.) |        |        |        |        |
| ---- | --------------- | --- | - | - | - | --- | --- | ---- |  | --------------------- | ------ | ------ | ------ | ------ |
| 1    | CSKA Moscou     | 12  | 6 | 6 | 0 | 700 | 487 | 213  |  | CSKA Moscou           |        | 131-95 | 118-78 | 124-66 |
| 2    | Alviks BK       | 9   | 6 | 3 | 3 | 539 | 569 | -30  |  | Alviks BK             | 82-100 |        | 86-76  | 94-90  |
| 3    | Playhonka Espoo | 8   | 6 | 2 | 4 | 472 | 556 | -84  |  | Playhonka Espoo       | 78-110 | 76-87  |        | 81-80  |
| 4    | Wisła Cracovie  | 7   | 6 | 1 | 5 | 495 | 594 | -99  |  | Wisła Cracovie        | 88-117 | 96-95  | 75-83  |        |

### Groupe D
| Rang | Équipe                 | Pts | J | G | P | Pp  | Pc  | Diff |  | Résultats (dom.\ext.)  |       |        |         |         |
| ---- | ---------------------- | --- | - | - | - | --- | --- | ---- |  | ---------------------- | ----- | ------ | ------- | ------- |
| 1    | RC Malines             | 11  | 6 | 5 | 1 | 445 | 393 | 52   |  | RC Malines             |       | 61-63  | 89-55   | 80-64   |
| 2    | ASPO Tours             | 9   | 6 | 3 | 3 | 553 | 540 | 13   |  | ASPO Tours             | 81-83 |        | 103-102 | 121-100 |
| 3    | Shopping Centre Vienne | 8   | 6 | 2 | 4 | 523 | 534 | -11  |  | Shopping Centre Vienne | 68-69 | 106-99 |         | 102-83  |
| 4    | Kinzo Amstelveen       | 8   | 6 | 2 | 4 | 488 | 542 | -54  |  | Kinzo Amstelveen       | 62-63 | 88-86  | 91-90   |         |

### Groupe E
| Rang | Équipe           | Pts | J | G | P | Pp  | Pc  | Diff |  | Résultats (dom.\ext.) |       |        |       |        |
| ---- | ---------------- | --- | - | - | - | --- | --- | ---- |  | --------------------- | ----- | ------ | ----- | ------ |
| 1    | Maccabi Tel Aviv | 11  | 6 | 5 | 1 | 542 | 470 | 72   |  | Maccabi Tel Aviv      |       | 110-81 | 92-81 | 101-75 |
| 2    | Sinudyne Bologne | 9   | 6 | 3 | 3 | 496 | 482 | 14   |  | Sinudyne Bologne      | 76-60 |        | 77-68 | 87-64  |
| 3    | Dinamo Bucarest  | 8   | 6 | 2 | 4 | 505 | 509 | -4   |  | Dinamo Bucarest       | 83-89 | 99-96  |       | 94-71  |
| 4    | Olympiakós       | 8   | 6 | 2 | 4 | 449 | 531 | -82  |  | Olympiakós            | 74-90 | 81-79  | 84-80 |        |

### Groupe F
| Rang | Équipe               | Pts | J | G | P | Pp  | Pc  | Diff |  | Résultats (dom.\ext.) |        |        |        |
| ---- | -------------------- | --- | - | - | - | --- | --- | ---- |  | --------------------- | ------ | ------ | ------ |
| 1    | Spartak ZJŠ Brno     | 7   | 4 | 3 | 1 | 372 | 334 | 38   |  | Spartak ZJŠ Brno      |        | 93-100 | 82-73  |
| 2    | KK Partizan Belgrade | 6   | 4 | 2 | 2 | 400 | 376 | 24   |  | KK Partizan Belgrade  | 85-96  |        | 117-74 |
| 3    | Academic Sofia       | 5   | 4 | 1 | 3 | 336 | 398 | -62  |  | Academic Sofia        | 76-101 | 113-98 |        |

## 2ephase de groupe
La deuxième phase se déroule du 9 décembre 1976 au 24 mars 1977.
| Rang | Équipe            | Pts | J  | G | P  | Pp  | Pc  | Diff |  | Résultats (dom.\ext.) |        |        |        |         |        |         |
| ---- | ----------------- | --- | -- | - | -- | --- | --- | ---- |  | --------------------- | ------ | ------ | ------ | ------- | ------ | ------- |
| 1    | Mobilgirgi Varese | 17  | 10 | 7 | 3  | 871 | 788 | 83   |  | Mobilgirgi Varese     |        | 81-70  | 89-75  | 94-81   | 83-61  | 110-73  |
| 2    | Maccabi Tel Aviv  | 16  | 10 | 6 | 4  | 698 | 699 | -1   |  | Maccabi Tel Aviv      | 79-102 |        | 2-1    | 94-85   | 109-93 | 2-1     |
| 3    | CSKA Moscou       | 16  | 10 | 6 | 4  | 869 | 788 | 81   |  | CSKA Moscou           | 104-76 | 79-91  |        | 113-111 | 106-76 | 106-93  |
| 4    | Real Madrid       | 16  | 10 | 6 | 4  | 998 | 936 | 62   |  | Real Madrid           | 103-88 | 106-94 | 92-111 |         | 112-75 | 107-103 |
| 5    | RC Malines        | 15  | 10 | 5 | 5  | 743 | 839 | -96  |  | RC Malines            | 65-64  | 75-66  | 77-75  | 71-81   |        | 61-60   |
| 6    | Spartak ZJŠ Brno  | 10  | 10 | 0 | 10 | 740 | 869 | -129 |  | Spartak ZJŠ Brno      | 77-84  | 76-91  | 81-99  | 93-120  | 83-89  |         |

- Pour des raisons politiques, CSKA Moscou et Brno ne se sont pas rendus à Tel-Aviv ; les matchs ont été comptabilisés symboliquement sur le score de 2-1.

## Finale
| 7 avril 1977 |  | Mobilgirgi Varese | 77–78 | Maccabi Tel Aviv |  | Pionir Hall, Belgrade |

## Équipe victorieuse
Joueurs : 
- No 4 Eric Minkin ( Israël)
- No 5 Shuki Schwartz ( Israël)
- No 6 Tal Brody ( Israël)
- No 7 Motti Aroesti ( Israël)
- No 8 Aulcie Perry ( Israël)
- No 9 Miki Berkovich ( Israël)
- No 10 Hanan Indibo ( Israël)
- No 11 Bob Griffin ( États-Unis)
- No 12 Lou Silver ( Israël)
- No 13 Eran Arad ( Israël)
- No 14 Eyal Yaffe ( Israël)
- No 15 Jim Boatwright ( États-Unis)

Entraîneur :  Ralph Klein ( Israël)